# Politika
Politika izhaja iz grške besede polis (mestna država) in besede kratein (oblast, moč, vladati - v ožjem smislu) je usmerjanje družbe s pomočjo države. Politika je lahko način vodenja, upravljanja in urejanja kake človeške skupnosti, boj političnih strank in posameznikov za oblast, lahko je pa le način urejanja družbenih področij (gospodarstvo, obramba, zdravstvo, šolstvo, kultura, šport, kmetijstvo, zunanja politika, varovanje okolja …). Politika je zaradi različnih definicij, pogledov in družbenih ureditev zelo preobremenjen izraz. 
Politika je predmet preučevanja politologije, delno pa je vpletena tako v sociološke, obramboslovne in pravne znanosti. Sistematično preučevanje države, njene ustave, gospodarskih sistemov, poslovnih omrežij in varnostnih rešitev ponuja vpogled v politiko države. Novinarstvo pri tem skrbi za obveščanje volivcev o pomanjkljivostih, vsebina režima pa znotraj ureditve ponuja izboljšave.
V demokratični ureditvi parlamentarnih demokracij, ki uporabljajo politične stranke za udejstvovanje različnih združb v boju za oblast, se deli politične stranke parlamentalne in izvenparlamentalne. Slednje se delijo na vladne in opozicijske. Po zakonodaji Republike Slovenije so stranke financirane s proračuna po osvojitvi določenega procenta volivcev. Volitve so ključni dogodek v politiki, saj utemeljujejo demokratičnost postopkov do naslednjih volitev. 
V širšem smislu pa politika pomeni usmerjanje človekove dejavnosti katere koli vrste v določeni smeri, tj. za uresničevanje določenega cilja. Za politično delovanje je značilno, da je odločanje in izvajanje odločitev odvisno od mreže formalnih in neformalnih povezav med osebami (akterji). Politično delovanje v sodobnih družbah ni enotno, zato je upravičeno govoriti o politikah, v množini.
Teorija pravi o politiki, da gre za tri različne dimenzije. Ulrich von Alemann je razdelil politične pojme po angleških besedah. Ustanove in njihove norme in predpisi so označeni z besedo "polity". Takšna politika je sestavljena tako s tradicije, prava in ustave. Takšna politika se izvaja z uporabo samih ustanov, pa tudi izobraževanja prebivalstva o uporabi teh ustanov, ko pride do razlogov za politično delovanje. 
Druga dimenzija politike se imenuje "policy". Takšna politika je predvsem osredotočena na cilje, dosežke in objektivno spreminjanje stanja. Oblikovanje te politike je odvisno od doslednega uresničevanja pravilnikov, predpisov in drugih navodil, ki presegajo zgolj zakonite okvirje urejanja nečesa. Takšna politika uresničuje predvsem posamične interese vladajočih.
Tretja dimenzija politike se ukvarja predvsem s konflikti in konsenzom pri ustvarjanju in oblikovanju politične volje, ki je potrebna za proces zakonodaje ali drugih oblik vsebinskega izpopolnjevanja zakonov. Te vrste politike se imenuje "politics". Naš besednjak obsega le besedo politika, ki ustreza vsem trem izrazom.

## Politične vede
Politične vede, pogosto imenovane tudi politologija, politične znanost ali politične študije, obravnavajo politično obnašanje ljudi ter način pridobivanja in uporabe politične moči. Za utemeljitelja sodobnih političnih ved med drugimi velja Niccolo Machiavelli, ki je nepristransko, brez moralnih predsodkov, obravnaval možna politična ravnanja vladarjev in/ali povzpetnikov . Marsikdo določa za prve filozofske utemeljitelje politike med Platonom in Aristotelom v antiki, kjer sta oba napisala svoja temeljna dela, Platon:Država, Politik; Aristotel:Politika. Pomen Machiavellija je predvsem v raznolikosti državnih ureditev, ki so bile v njegovem času na voljo med njegovim pisanjem v Italiji. Po ureditvah mnoštva polisov v tedanji Grčiji je tudi Italija postala podobno razdrobljena, ureditve pa so nihale vse od kraljevin, republik, fevdalizma in oblik zgodnjega kapitalizma s prebujajočimi obrtmi in tehnologijami. Ko je Italiji tedaj grozilo, da postane plen Francozev ali Špancev, je strastni republikanec Niccolo videl edino upanje v odločnem delovanju takšnega posameznika, ki bi brezobzirno obvladal dane možnosti. Gre za državni interes, ki pogojuje tudi izbiro sredstev. To je bilo v očitnem nasprotju z Machiavellijevo lastno politično dejavnostjo, kakor tudi s prepričanji, ki jih je izrazil v Razprave. Iz njegovih izvajanj tudi izhaja, da ne priznava katolicizma in krščanstva kot posebne duhovne sile, ki bi kakorkoli lahko odločilno vplivala na obliko vladavine in način vladanja. Papeštvo kot vrhovna oblast katoliške cerkve ga je zanimala samo kot posvetna oblast, za katero so veljali isti zakoni in politike kot za vse druge oblike vladavine. Po Machiavellijevem mnenju je v interesu utrjevanja državne oblasti, da si vladar organizira lastno vojsko, sestavljeno iz državljanov, ne pa da se pri varovanju svoje oblasti poslužuje najemniške vojske. Vladavina, ki ne sloni na lastni armadi je majava, ker se ne opira na lastno, temveč na nezanesljivo tujo moč. Vladarja, svoje delo konča s spodbudo, naj ljudje poprimejo za vajeti Italije in jo rešijo iz rok barbarov. 

## Politika pri živalih
Zametke političnega obnašanja zasledimo pri nekaterih živalih, na primer šimpanzih. Prevlada v tropu ni odvisna le od neposrednega boja posameznika za prvo mesto, ampak tudi od njegove sposobnosti, da sklepa prijateljstva in zavezništva. Pomen politike v človeški družbi poudarja misel, da človek ni le družabno bitje, ampak tudi politično bitje. Opazuje se tudi boje za pravično porazdelitev hrane med pticami v roju in volčjim tropu.

## Politika na Slovenskem
Na Slovenskem, kot tudi praktično povsod drugod ima pojem politike negativno konotacijo. Delno je to posledica načrtovanega vzbujanja nezaupanja v politični proces in predstavnike oblasti, delno pa je to posledica mnogih razočaranj med prebivalstvom. Pojem politike se veže predvsem na boj za oblast, kjer cilj po Machiavelliju opravičuje sredstva. 
Ob zanemarjanju samostojne državnosti se na Slovenskem ni razvil instrumentalni odnos do politike, temveč zgolj moralni. Državno kohezijo je zamenjevala katoliška cerkev, politično dejavnost pa nacionalno budniška kulturna dejavnost. Na Slovenskem je bila zato politika vedno posredovana s katolicizmom in nacionalizmom. Liberalni pojem politike se ni udejanil, ker gre skupaj z delitvijo na državno in civilno družbo. Kocbek je govoril o »naši vaški, popolnoma nezanimivi politiki«. Slovensko politično izročilo je bila vedno močno korporativno, s tem da se je preoblačila v vprične hegemonske tvorbe: v Avstro-Ogrski in prvi Jugoslaviji je bila katoliška, v drugi Jugoslaviji socialistična, v samostojni Sloveniji pa pluralistična. V obdobju demokratizacije se je pojem politike zreduciral na delovanje strank: volitve, sprejemanje zakonov, vodenje posameznih politik, zanemarjena pa je njegova državniška dimenzija. Delno je to posledica tudi širše slike naših sosed. Srbija ima svojo nacionalno patriarhalno cerkev, ki se v mnogih stvareh prekriva z državno politiko. Madžare izolira njihov jezik, ki ni podoben sosedom. Avstrija je med nemško govorečimi narodi izstopala predvsem zaradi Hasburške monarhije, Italija pa po združitvi postane izrazito meščanska družba. Praktično vse sosede so od političnega izročila izpred druge svetovne vojne zašle, korporativizem pa se vedno bolj primerja s fašizmom.

## Teme oziroma politična razprava

### Oblike organizacije
Država deluje preko različnih političnih organizacij, zveznih enot, nevladnih organizacij, mednarodnih organizacij, kakršna je Organizacija združenih narodov. Osnovna enota političnega delovanja je država, ki je tudi najbolj prevladujoča za prebivalstvo. Za državo je značilna določena vladavina in določen pravni red.
Oblike vladavine, zakonodaje in državnih inštitucij se lahko spreminjajo, pri tem pa se naslanjajo na suverenost države. Najbolj značilna oblika centralne vlade je na Kitajskem in Franciji. Obstaja pa tudi sistem z zelo razvejano lokalno samoupravo, kakršno poznamo v Švici s kantoni, Združenimi državami Amerike po letu 1776, v Kanadi leta 1867 in Nemčiji po letu 1870. Takšna federalna skupnost lahko nastane s pogodbo ali sporazumom. V takšni ureditvi je praviloma tudi sodna oblast podobno razvejena. 

### Globalna politika
Mnoge politike oziroma politična gibanja zavzemajo več kot le strankine poglede. Takšna razmišljanja o uporabi oblasti so težavna zaradi ambicij, ki obsegajo več kot le lokalne interese. Globalna politika postaja pomembna posledica hladne vojne, kjer so udeleženci morali ponujati obsežne rešitve v imenu izogibanja hujših svetovnih konfliktov, ki so bili ob obstoju atomske bombe pomemben faktor vodenja države.
Ob neuspehu Lige narodov postaja vse pomembnejša vloga Organizacije združenih narodov kot obveščanja članic o pomembnih rešitvah za globalno prebivalstvo.
Koncept skupne svetovne politične oblasti se imenuje kozmokracija.

### Politika kot akademska disciplina
Politika je vedno bolj tudi predmet preučevanja uresničevanja državnih ciljev, ki so zaradi zavezajoče zakonodaje vedno bolj tudi cilji širše družbe. Uporaba politike tako ponuja boljše pogoje za širšo razpravo, bolj uspešno prepričevanje, boljšo argumentacijo in manjšo odgovornost za napake. Področja študija vključuje politično filozofijo, politično ekonomijo, etiko, urejanje javne administracije, urejanje upravljanja večjih podjetij. 

## Različno pojmovanje politike
V slovenščini poznamo le en izraz za politiko, medtem ko angleški jezik razlikuje med izrazi "policy", "polity" in "politics":
- policy se pojmuje kot področje delovanja določene politike (javne politike)
- polity pojmuje politične ustanove, v katerih nastaja politika
- politics pojmuje rivalstvo med političnimi akterji za oblast